# Chata na vrchu Lovoš
Chata na vrchu Lovoš se nachází na vrcholu Lovoše v katastru Oparno v obci Velemín a na severozápad od Lovosic v Českém středohoří. Kapacita restaurace je šedesát míst a je otevřená celoročně o víkendech od deseti do sedmnácti hodin, v letní sezóně každý den.

## Historie
V roce 1882 se Lovosický středohorský spolek (Lobositzer Mittelgebirgs-Verein) rozhodl opatřit cestu na vrchol Lovoše turistickým značením a začala se projednávat myšlenka postavení chaty. Na její postavení a na vybudování cesty k ní vedoucí byl spolkem založen v roce 1889 fond a v dalších několika letech probíhala stavba malé kamenné budovy s rozhlednou na vrchu. Tato první chata byla otevřena veřejnosti 19. června 1892. Do roku 1901 byl k chatě přistaven restaurační sklep, malá lůžková místnost s dřevěnou verandou a byla zřízena cesta do Opárenského údolí.
Po zapálení dřevěných částí objektu v roce 1918 začal Lovosický středohorský spolek připravovat plán na výstavbu nové, větší chaty. Ta byla v roce 1924 po několika letech stavby za pomoci místních dobrovolníků a dárců stavebních materiálů slavnostně otevřena veřejnosti. Během druhé světové války sloužila chata na vrchu Lovoše jako pozorovatelna pro německou armádu.
Po válce objekt několikrát změnil majitele a bez údržby chátrala do roku 1977, kdy se rekonstrukce chopila TJ SCHZ Lovosice. Chata byla znovu zpřístupněna veřejnosti v roce 1981. Chata dnes patří Klubu českých turistů Lovosice a v aktuální podobě je v provozu od roku 1991.

## Dostupnost
Chata je dostupná ze dvou stran:
- z jihozápadu po modré turistické značce z Oparna spojené se zelenou turistickou značkou z Lovosic, s připojovacími trasami:
  - po žluté turistické značce z Opárenského údolí.
  - po žluté turistické značce od vesnice Bílinka.
- z jihovýchodu po naučné stezce Lovoš, která se od modré a zelené značky těsně pod vrcholem odděluje.